# Estadio Bicentenario de Villa Tunari
El Estadio Olímpico Bicentenario de Villa Tunari (o también llamado Estadio de Villa Tunari) es un estadio de fútbol ubicado en el municipio de Villa Tunari, en la Provincia Chapare del Departamento de Cochabamba, Bolivia. Se inauguró el 8 de septiembre de 2018. Cuenta con un aforo para 25 000 espectadores.

## Características
La construcción del estadio tuvo un costo total de 13 millones de dólares (92 millones de bolivianos en moneda nacional). El estadio cuenta con:
- 2 salas de masajes
- 4 camerinos
- Áreas de calentamiento
- Camerinos para los árbitros
- Sala de Primeros Auxilios y control antidopaje
- Sala de Conferencias (para 60 personas)
- Cabinas de transmisión
- Monitorio de circuito cerrado
- Gimnasio
- Cafetería